# Didier Teste
Didier Teste (* 1. Juni 1958 in Paris) ist ein französischer Comicautor.

## Leben und Werk
Didier Teste, genannt Dieter, schreibt seit 1985 Szenarios für mehrere Serien, darunter die Serie Névé gemeinsam mit Emmanuel Lepage (1991 bis 1997) und die Serie Labyrinthes gemeinsam mit Jean-Denis Pendanx und Serge Letendre, erschienen bei Glénat.
Bei Dargaud veröffentlichte er Le temps des bombes 1994 zusammen mit Emmanuel Moynot, Qu'elle crève la charogne 1995, Vents d'Ouest und Nord Sud 1997.
Bei Delcourt wurde der Zweibänder Trelaway mit Eric Hérenguel 1997 und 1998 veröffentlicht.
Bonne fête maman in Zusammenarbeit mit Moynot erschien am 21. Oktober 1998 bei Casterman.
Von 1989 bis 2001 textete Dieter zehn Bände der Serie Julien Boisvert von Michel Plessix.
Gemeinsam mit Guillaume Sorel erstellte er 2000 und 2001 den Zweibänder Typhaon, in dem er seine Liebe zum Meer deutlich zum Ausdruck bringt.
Dieter lebt zurzeit in der Bretagne.

## Bibliographie

### Alben
Als Autor oder Mitautor des Szenarios
- La Déesse aux yeux de jade. mit Michel Plessix (Zeichnung), Milan, Toulouse 1988.
  - Die Göttin mit den Jadeaugen. Carlsen Verlag, Hamburg 1988, ISBN 3-551-72256-0.
- Julien Boisvert. mit Michel Plessix (Zeichnung und Szenario), Delcourt, Sammlung «Delcourt - Conquistador», 4 Bände, 1989–1995.
  - Julian B. Toonfish, Bielefeld 2014, ISBN 978-3-86869-758-2.
- Sark, mit Olivier Ta (Zeichnung), Glénat, Grenoble.

1. L'entaille. 1990.
2. Camisards. 1991.

- Névé. mit Emmanuel Lepage (Zeichnung), Glénat, Grenoble 1991–1998 (Sammlung «Grafica», 5 Bände), als Gesamtausgabe 1998, ISBN 2-7234-2634-3.
- Voyages en amertume. mit Florenci Clavé (Zeichnung), Vents d'Ouest:

1. La perle de Marka. 1992.
2. Quand le Nil deviendra rouge. 1993.
3. Sable et neige. 1993.

- Les enquêtes de l'inspecteur Bayard Band 1: Pas de vacances pour l'inspecteur! mit Olivier Schwartz (Zeichnung), Bayard Éditions, Paris 1993, ISBN 2-7009-4082-2.
- Labyrinthes. mit Serge Le Tendre (Szenario) und Jean-Denis Pendanx (Zeichnung), Grenoble 1993–1997 (Sammlung «Grafica», 4 Bände), als Gesamtausgabe 2009, ISBN 978-2-7234-6787-2.
- Qu'elle crève, la charogne! mit Emmanuel Moynot (Zeichnung), Vents d'Ouest, 1995.
- Nord-Sud. mit Emmanuel Moynot (Zeichnung), Dargaud:

1. Moscou. 1997.
2. Los Angeles. 1997.

- Edward John Trelawnay, mit Éric Hérenguel (Zeichnung), Delcourt, Sammlung «Delcourt - Terres de Légendes», 3 Bände, 1997–1999.
- Loranne, mit Viviane Nicaise (Zeichnung), Glénat, Sammlung «Grafica»:

1. Clover. 1998.
2. California Dream. 1999.
3. Frisco. 2000.

- Alban. mit Xavier Fouquemin (Zeichnung), Le Téméraire und Soleil Productions, 6 Bände, 1998–2004.
- Bonne fête maman! mit Emmanuel Moynot (Zeichnung), Casterman, Tournai 1998.
- Vieux Fou! mit Emmanuel Moynot (Zeichnung), Delcourt, Sammlung «Sang Froid», 3 Bände, 1999–2001.
- Janet Jones photographe. mit Stéphane Duval (Zeichnung), Delcourt, Sammlung «Conquistador», 3 Bände, 1999–2001.
- Typhaon. mit Guillaume Sorel (Zeichnung), Casterman, Sammlung «Grand Format»:

1. Éléonore. 2000.
2. Vernon. 2001.

- Aménophis IV. mit Étienne Le Roux (dessin), Delcourt, coll. « Delcourt - Neopolis », 3 Bände, 2000–2003.
- Outlaw. mit Xavier Fourquemin (Zeichnung), Glénat, Sammlung «Grafica»:

1. Jupons et corbillards. 2001.
2. Barres à mine et coyotes roses. 2002.
3. Cantinière et petits soldats. 2003.
4. Momie et vieilles pétoires. 2005.

- Anges. mit Olivier Boiscommun (Zeichnung), Les Humanoïdes Associés:

1. Psaume 1. 2001.
2. Psaume 2. 2004.
3. Psaume 3. 2005.

- 6 jours et mourir. mit Viviane Nicaise (Zeichnung), Glénat, Sammlung «Bulle Noire»:

1. Tea Time. 2001.
2. Préumée innocente. 2001.

- Monsieur Khol. mit Emmanuel Moynot (Zeichnung), Glénat, in der Sammlung «Carrément BD», 2001.
- Dès que le vent soufflera. in: Renaud, BD d'enfer. mit Michel Plessix (Zeichnung), Delcourt, 2002.
- Le Serment de l'ambre. mit Étienne Le Roux (Zeichnung), Delcourt:

1. Les barbares de Deïre. 2002.
2. Le désert d'Akaba. 2003.
3. Tichit. 2004.

- La Vie en rose. mit Viviane Nicaise (Zeichnung), Glénat, Sammlung «Bulle Noire»:

1. Bourdons. 2003.
2. Cap Gris Nez. 2003.
3. La dernière pluie. 2004.

- Jane des dragons. mit Boris Guilloteau (Zeichnung), Delcourt, Sammlung «Delcourt - Jeunesse», Band 1, 2005.